# Поль Філіпп
Поль Філіпп (люксемб. Paul Philipp, нар. 21 жовтня 1950, Люксембург) — люксембурзький футболіст, що грав на позиції півзахисника, зокрема за національну збірну Люксембургу. Згодом працював зі збірною як тренер.
З 2004 року — президент Федерації футболу Люксембургу.

## Клубна кар'єра
У дорослому футболі дебютував 1966 року виступами за команду «Авенір» (Бегген), в якій провів чотири сезони. 1969 року став у її складі чемпіоном Люксембургу.
Згодом протягом 1970–1983 років грав у Бельгії, насамперед за «Уніон Сент-Жілуаз», спочатку у найвищому, а згодом у другому дивізіонах місцевої футбольної першості. Також протягом бельгійського етапу кар'єри у 1974—1976 роках захищав кольори льєзького «Стандарда», де не пробився до основного складу команди, однак 1975 року став з нею переможцем першого розіграшу Кубка бельгійської ліги. 
Завершивши виступи у Бельгії на початку 1980-х у складі друголігового «Шарлеруа», повернувся до рідного «Авеніра» (Бегген), де провів заключні два сезони ігрової кар'єри, у першому з яких здобув свій другий титул чемпіона Люксембургу.

## Виступи за збірну
1968 року дебютував в офіційних матчах у складі національної збірної Люксембургу.
Загалом протягом кар'єри у національній команді, яка тривала 15 років, провів у її формі 54 матчі, забивши 4 голи.

## Кар'єра тренера і функціонера
Завершивши ігрову кар'єру, 1985 року прийняв пропозицію очолити тренерський штаб збірної Люксембургу. Був головним тренером національної команди до 2001 року. Протягом цього періоду люксембурзька команда відносилася до категорії «європейських карликів» — на постійній основі брала участь у відбіркових змаганнях на великі міжнародні турніри, незмінно програючи майже всі матчі кваліфікації і здобуваючи поодинокі нічиї.
Виключенням став відбір на Євро-1996, в якому до групи з Люксембургом потрапила ще одна «карликова» збірна, команда Мальти, над якою люксембуржці двічі взяли гору. Крім того тоді ж команда Філіппа сенсаційно здобула мінімальну перемогу 1:0 у домашній грі проти збірної Чехії, для якої це була єдина поразка у групі, що не завадила їй кваліфікуватися на континентальну першість з першого місця. Ці три перемоги стали єдиними у відбіркових турнірах для Люксембургу за 16 років роботи Філіппа зі збірною.
2001 року Філіппа на посаді головного тренера збірної Люксембургу змінив данець Аллан Сімонсен, який протягом попередніх семи років працював з іншим аутсайдером європейського футболу, збірною Фарерських островів.
А 2004 року колишнього багаторічного очільника тренерського штабу збірної Люксембургу було обрано президентом Федерації футболу країни.

## Титули і досягнення
- Чемпіон Люксембургу (2):

«Авенір» (Бегген): 1968-1969, 1983-1984
- Володар Кубка Люксембургу (1):

«Авенір» (Бегген): 1983-1984
- Володар Кубка бельгійської ліги (1):

«Стандард» (Льєж): 1974-1975